# اسپهبدان (رودبار)
اسپهبدان یک روستا در ایران است که در دهستان خورگام شهرستان رودبار واقع شده‌است. اسپهبدان ۴۷ نفر جمعیت دارد.